# Mirke
Mirke este o localitate din comuna Vrhnika, Slovenia, cu o populație de 101 locuitori.